# Job (Bibelen)
 For alternative betydninger, se Job. (Se også artikler, som begynder med Job)
Job eller Hiob, Ijjob, Ijob er i Bibelen hovedpersonen i Jobs Bog i Det Gamle Testamente. Han boede i landet Us øst for Kongeriget Israel. 
Job var en meget rig. Bibelen fortæller, hvordan han mistede både rigdom og helbred. Derfor blev han vred på Gud og anklagede ham for at være uretfærdig. Beretningen om Job handler om, hvorfor en retsindig og retskaffen og gudfrygtig mand (Jobs Bog kap. 1 vers 1) må lide, hvorfor livet er uretfærdigt.